# Ал Корли
Алфорд Корли (енгл. Alford Corley; Вичита, 22. мај 1956), познатији као Ал Корли (енгл. Al Corley), амерички је глумац, певач и продуцент. Најпознатији је по томе што је први глумац који је играо лик Стивена Карингтона у сапуници Династија.

## Каријера
Ал Корли је први глумац који је играо лик Стивена Карингтона у чувеној сапуници из осамдесетих, Династија. Након тога, Корли је глумио у 14 филмова и продуцирао је 5. Корли је напустио Династију 1982. године, на крају друге сезоне, након што се у часопису Интервју јавно пожалио да „Стивен се не забавља ... Он се не смеје, нема смисла за хумор”. Такође се пожалио на Стивеново „стално мењање сексуалног опредељења”, а рекао је и да жели да „ради друге ствари”. Лик је 1983. године преузео глумац Џек Колман, а промена изгледа је приписана пластичној операцији након експлозије на нафтној бушотини. Корли се вратио улози 1991. године у мини-серији Династија: Поново на окупу, пошто Колман ту није могао да глуми Стивена због конфликта у распореду. Корли се касније такође појавио у сапуници Гола суштина као Чејс Маршал, а 1985. године је са бившом колегиницом из Династије, Памелом Сју Мартин, играо у филму Бакља.
Током осамдесетих је био познат и као певач. Његов сингл „Square Rooms” из 1984. године, са истоименог дебитантског албума, заузео је 1. место на музичкој-топ листи у Француској, а такође је достигао 6. место у Швајцарској, 12. место у Италији, 13. место у Немачкој, 15. место у Аустрији и 80. место у САД. Исте године, објавио је сингл „Cold Dresses”, који је такође постао велики хит у Француској, достигавши 5. место на тамошњој топ-листи. Његов други албум, Riot of Color, објављен је 1986. године, а трећи, Big Picture, 1988. године.

## Лични живот
Оженио се глумицом Џесиком Кардинал 1989. године. Имају троје деце: Софи Елену, Руби Кардинал и Клајда Николаја Корлија. Пре брака, кратко је био у вези са поп звездом Карли Сајмон. Корли се, окренут леђима, појавио са Сајмоновом на омоту њеног албума Torch из 1981. године. Живи у Лос Анђелесу.